# دونالد هندرسون
دونالد هندرسون (انگلیسی: Donald Henderson; ۷ سپتامبر ۱۹۲۸ – ۱۹ اوت ۲۰۱۶) دانشمند در زمینه همه‌گیرشناسی اهل ایالات متحده آمریکا بود.
وی همچنین برندهٔ جوایزی همچون نشان ملی علوم، نشان افتخار آزادی رئیس‌جمهوری، جایزه ژاپن، و جایزه گاردینر شده‌است.